# Liste des maires de Kourou
Cet article dresse une liste par ordre de mandat des maires de Kourou.

## Liste des maires

### Entre 1882 et 1945
| Période                                  | Période | Identité                          | Étiquette | Qualité |
| ---------------------------------------- | ------- | --------------------------------- | --------- | ------- |
| Les données manquantes sont à compléter. |         |                                   |           |         |
| 1882                                     | 1883    | Charles Ringuet                   |           |         |
| 1883                                     | 1888    | Alexandre Berthier                |           |         |
| 1888                                     | 1890    | Antoine Cyrenéen Coutard          |           |         |
| 1890                                     | 1890    | Jules Bayonne                     |           |         |
| 1890                                     | ?       | Pierre Louis Chaumet              |           |         |
| 1890                                     | ?       | Rodolphe Duchesne                 |           |         |
| 1890                                     | ?       | Albert Nessler                    |           |         |
| 1892                                     | 1893    | Charles Thébyne                   |           |         |
| 1893                                     | 1896    | Frédéric Telasco                  |           |         |
| 1896                                     | 1907    | Rodolphe Duchesne                 |           |         |
| 1907                                     | 1908    | Cyriaque Horth                    |           |         |
| 1908                                     | 1912    | Jules Théogène Félix Noël Colette |           |         |
| 1912                                     | 1913    | Philistin Lucien Gaston Roger     |           |         |
| 1914                                     | 1919    | Jean Louis Sinaïs                 |           |         |
| 1920                                     | 1925    | Serjus Canut                      |           |         |
| 1926                                     | 1926    | Eucher Lantin                     |           |         |
| 1926                                     | 1926    | Just Rimane                       |           |         |
| 1926                                     | 1929    | Marcel Magne                      |           |         |
| 1929                                     | 1935    | Stratonis Berthier                |           |         |
| 1935                                     | 1941    | Serjus Canut                      |           |         |
| 1941                                     | 1943    | André Sanite                      |           |         |
| 1943                                     | 1944    | Serjus Canut                      |           |         |
| 1944                                     | 1945    | Herménégilde Noma                 |           |         |

### Depuis 1945
| Période          | Période                      | Identité                | Étiquette | Qualité |
| ---------------- | ---------------------------- | ----------------------- | --------- | --- |
| 1945             | 1945                         | Frédéric Telasco        |           | |
| 1946             | 1946                         | Néron Ruberg            |           | |
| 1946             | 1947                         | Philippe Pauline        |           | |
| 1947             | 1953                         | Émile Pauline           |           | |
| 1953             | 1995                         | Eustase Rimane          | RPR       | |
| juin 1995        | 1er janvier 1996 (démission) | Yan Pennec              |           | Cadre CNES |
| 1er janvier 1996 | 5 avril 2014                 | Jean-Étienne Antoinette | Walwari   | Formateur Sénateur de la Guyane (2008 → 2014) Conseiller régional de la Guyane (2004 → 2010) |
| 5 avril 2014     | en cours                     | François Ringuet        | DVC       | Responsable du personnel technique du lycée Elie Castor Conseiller général du canton de Kourou (2011 → 2015) Conseiller territorial de la Guyane (2015 → ) 6e vice-président de l'Assemblée de Guyane (2016 → ) Président de la CC des Savanes (2014 → ) |